# Ананьев, Евгений Витальевич
Евге́ний Вита́льевич Ана́ньев (13 января 1947 года — 10 января 2008 года) — советский и российский генетик, известный своими первооткрывательскими цитогенетическими исследованиями мобильных генетических элементов у Drosophila, а также работами по изучению структуры хромосом у высших растений, увенчавшимися созданием искусственной хромосомы кукурузы. Доктор биологических наук, лауреат Государственной премии СССР 1983 года.

## Биография
Е. В. Ананьев родился 13 января 1947 года в рабочей семье в Москве. Учась в десятом классе в вечерней школе, работал препаратором в лаборатории А. А. Прокофьевой-Бельговской в Институте радиационной физико-химической биологии (будущий Институт молекулярной биологии). Поступив на вечернее отделение Московского государственного университета, продолжал работать в этой лаборатории под руководством В. М. Гиндилиса, участвуя в морфометрических исследованиях метафазных хромосом. После завершения обучения в МГУ по специальности «генетика» в 1970 году был зачислен в Радиобиологический отдел Института атомной энергии им. И. В. Курчатова и в 1975 году защитил кандидатскую диссертацию, посвящённую эффекту положения и дозовой компенсации X-хромосомы у дрозофилы.
В дальнейшем участвовал в исследованиях, приведших к открытию мобильных генетических элементов у Drosophila. Именно Е. В. Ананьев, проводивший по поручению зав. лабораторией В. А. Гвоздева in situ гибридизацию клонированных Н. А. Чуриковым ДНК дрозофилы, в июне 1976 г. первым обнаружил явление "прыгающих генов", но не нашел понимания ни у В. А. Гвоздева, ни у Г. П. Георгиева. Только после того в США в 1979 г. были опубликованы статьи, в которых сообщалось о "транспозиции генов", идея мобильных генетических элементов нашла признание и у отечественных ученых.
Тем не менее за цикл работ, посвящённых мобильным генетическим элементам животных, Е. В. Ананьеву в числе прочих (А. А. Баев, В. А. Гвоздев, Г. П. Георгиев, Ю. В. Ильин, А. С. Краев, Д. А. Крамеров, Н. А. Чуриков, А. П. Рысков, К. Г. Скрябин) в 1983 году была присуждена Государственная премия СССР по науке и технике. В 1983 году Е. В. Ананьев защитил докторскую диссертацию по теме «Молекулярная цитогенетика мобильных генетических элементов дрозофилы».
В 1983 году был приглашён А. А. Созиновым, директором Института общей генетики, возглавить лабораторию молекулярной генетики растений, где основным объектом исследований Е. В. Ананьева стал ячмень.
В 1992 году Е. В. Ананьев эмигрировал в США. После недолгого пребывания в частном университете имени Луиса Брандейса (Бостон) в 1995 году поступил на работу в лабораторию Рона Филлипса (Ronald L. Phillips) в университете Миннесоты. За три года работы в этой лаборатории Е. В. Ананьев опубликовал 10 статей, посвящённых структуре хромосом кукурузы. В 1998 году Е. В. Ананьев перешёл на исследовательскую работу в компанию «Pioneer Hi-Bred», где занимался генетическим картированием у кукурузы. В 2006 году группа под руководством Е. В. Ананьева сообщила о создании искусственной минихромосомы кукурузы.
Оставил после себя воспоминания, рассказы, путевые заметки. В них показал себя талантливым рассказчиком, откровенным и внимательным к деталям.
Умер 10 января 2008 года, причиной смерти стала опухоль головного мозга. Похоронен в Москве на Ваганьковском кладбище.